# Мира (река)
Ми́ра (порт. Rio Mira) — река в Португалии, протекает в округе Бежа провинции Байшу-Алентежу на юге страны.
Длина реки составляет 145 км. Площадь водосборного бассейна — 1800 км². Маловодна, объём среднего годового стока в устье — 0,3 км³.
Берёт своё начало на высоте 470 м над уровнем моря в горах Серра-ду-Калдейран около границы с округом Фару. Несёт свои воды на северо-запад и впадает в Атлантический океан около города Вила-Нова-де-Милфонтеш, образуя эстуарий длиной 32 км и до 150 м в ширину.
Возле Санта-Клара-а-Велья на реке построена плотина, образующая водохранилище Санта-Клара.
От Одемиры и до впадения в Атлантический океан река протекает по территории национального парка Кошта-Висентина (Parque Natural do Sudoeste Alentejano e Costa Vicentina).
Основные притоки:
- Торгал (пр, Torgal);
- Лузианеш (пр, Luzianes);
- Перна-Сека (пр, Perna Seca);
- Машейра (лв, Macheira);
- Жильерме (лв, Guilherme);
- Тельяреш (лв, Telhar)[3].

Бассейн реки граничит на севере с бассейном реки Саду и на востоке с бассейном реки Гвадиана.
Река протекает по территории муниципалитетов Алмодовар, Орике, Одемира. На берегах реки расположены населённые пункты Одемира, Вила-Нова-де-Милфонтеш, Санта-Клара-а-Велья, Сабоя.